# Christos Efthimiadis
Christos Efthimiadis (* vor 1980) ist ein deutsch-griechischer Heavy-Metal- und Alternative-Rock-Schlagzeuger.

## Karriere
Efthimiadis war Anfang der 1980er Jahre Mitglied der Herner Heavy-, Power- und Speed-Metal-Band Atlain. Mit dem Ende der Gruppe im Jahr 1985 trat der Schlagzeuger Rage bei, damals noch unter dem Namen Avenger bekannt. Dort spielte er bis 1999 zehn Studioalben ein, darunter Perfect Man und die Top-100-Alben Black in Mind (1995, Platz 83), End of All Days (1996, Platz 75) und XIII (1998, Platz 21) sowie Lingua Mortis (1996), eine Zusammenarbeit mit dem Prager Sinfonieorchester. Während der Arbeiten am 1999er Album Ghosts stieg er gemeinsam mit seinem Bruder Spiros, dem anderen Gitarristen Sven Fischer sowie dem zu diesem Zeitpunkt als inoffizielles Bandmitglied geltenden Arrangeur und Keyboarder Christian Wolff bei Rage aus, um die Alternative-Rock-Band Sub7even zu gründen. Als Sänger kam Daniel Wirtz an Bord.
Efthimiadis' neue Gruppe unterzeichnete noch im selben Jahr einen Vertrag beim Plattenlabel BMG und veröffentlichte im Jahr 2000 das Album Sub7even und die dazugehörige Single Weatherman, die Platz 38 in den Media-Control-Charts erreichte. Das zweite Album Free Your Mind aus dem Jahr 2002 erreichte mit Platz 50 ebenfalls einen Rang in den Charts. Während Fischer und Wolff 2003 die Band verließen, blieb Efthimiadis weiter dabei.
Darüber hinaus gehört Christos Efthimiadis seit 2004 der „Bouzouki-Rock-Band“ Tri State Corner an, deren zweites Album bei Fastball Music erschien und die Werke drei bis fünf bei Drakkar Records.
2014 tat er sich mit Peavy Wagner und Manni Schmidt zusammen, von 1988 bis 1993 die Besetzung von Rage, um als Tres Hombres ein Geheimkonzert zu spielen. Unter dem Namen Refuge veröffentlichte das Trio 2018 das Album Solitary Men bei Frontiers Music.

## Diskografie

### Mit Rage
- 1988: Perfect Man
- 1989: Secrets in a Weird World
- 1990: Reflections of a Shadow
- 1992: Trapped!
- 1993: The Missing Link
- 1994: 10 Years in Rage (The Anniversary Album)
- 1995: Black in Mind
- 1996: End of All Days
- 1996: Lingua Mortis
- 1998: XIII

### Mit Tri State Corner
- 2008: Ela Na This
- 2011: Historia
- 2014: Home
- 2018: Hero
- 2021: Stereotype

### Mit Refuge
- 2018: Solitary Men